# Восстание «Жёлтых повязок»
Восстание «Жёлтых повязок» (184—204) — народное восстание в Китае, которое привело к дестабилизации положения в стране и послужило одной из причин падения ханьской династии.

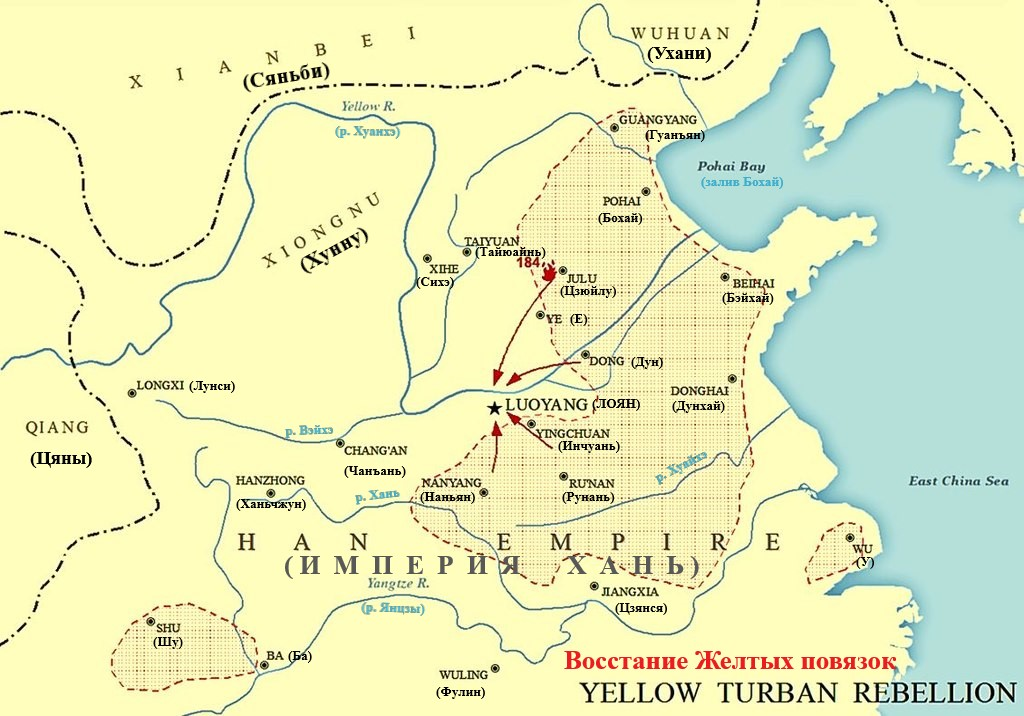
Основные очаги восстания в 184 г.

Инициатором восстания была секта Тайпиндао (Путь Великого Мира-Благоденствия), которая предсказывала появление Лао-цзюня (Лао-цзы) как мессии-избавителя, который принесёт мир и благоденствие. Руководили восстанием три брата — Чжан Цзяо, Чжан Бао и Чжан Лян.

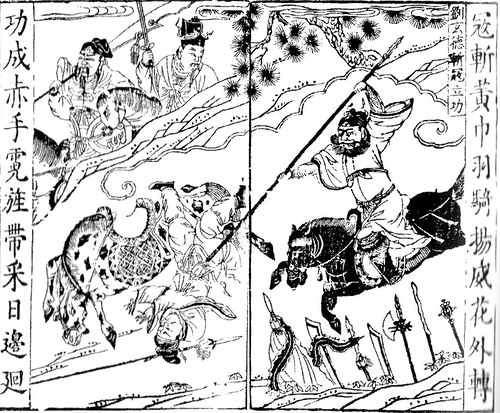
Три брата, руководители восстания Жёлтых повязок

Чжан Цзяо призывал к свержению династии Хань, которую он называл эпохой Синего неба, и к установлению эпохи Жёлтого неба, в которой наступило бы «великое благоденствие» и равенство. Пропагандируя в течение десяти лет свои идеи среди крестьянского населения, Чжан Цзяо и его сторонники создали разветвлённую, построенную по военному принципу организацию. В восьми округах империи была создана армия из 36 отрядов — больших (численностью до 10 тысяч человек) и малых (до 6 — 7 тысяч бойцов).
Восстание началось в год Цзяцзы (184 год) — первый год нового 60-летнего цикла, и в короткий срок охватило значительную часть империи. Отдельные очаги восстания подавлялись правительственными войсками. Чжан Цзяо и его братья погибли в бою.
Главным итогом восстания было окончание периода придворных интриг на закате поздней Хань и начало открытой борьбы между активными силами в Поднебесной. Это привело династию Хань к крушению и распаду в результате борьбы феодальных группировок («сильных домов»). Оставшиеся после 184 года отряды «Жёлтых повязок» объединились с отрядами «Чёрных гор» и продолжали борьбу. Всего в восстании участвовали около двух миллионов человек. Крестьянская война длилась 20 лет — до 204 года. 
Восстание было окончательно подавлено лишь к 204 году правительственными войсками под руководством полководцев Синего неба. Подавившие восстание ханьские полководцы, такие как Дун Чжо и Цао Цао, отказались распускать свои отряды и вступили друг с другом в затяжную и кровопролитную борьбу за гегемонию в Поднебесной. Это привело к распаду единого китайского государства на несколько государств и длительному периоду междоусобных войн в Китае.